# Lützenbachshof

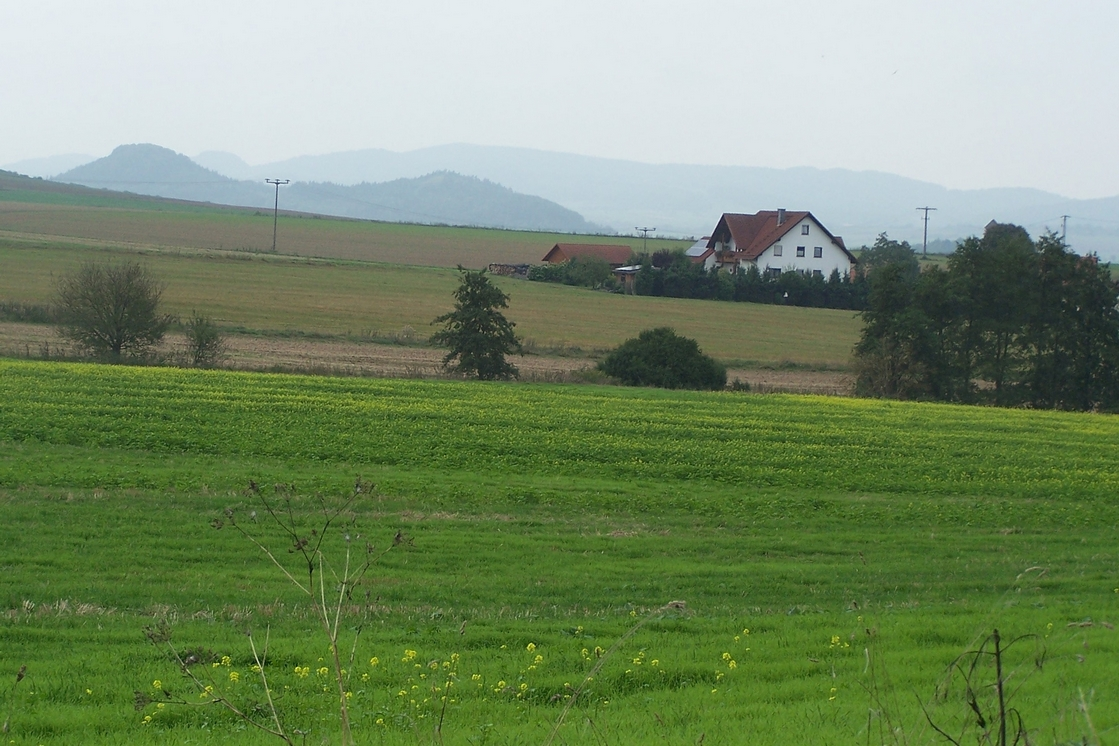
Blick zum Lützenbachshof (2013)

Der Lützenbachshof ist eine Einzelsiedlung der Stadt Geisa im Wartburgkreis in Thüringen.

## Lage
Der Lützenbachshof liegt in der Thüringer Rhön im Biosphärenreservat Rhön in externer Lage zwischen den Ortsteilen Borsch, Bremen und Geisa an der Landesstraße 1026 in etwa gleicher Entfernung von den genannten Orten. Die geographische Höhe des Ortes beträgt 317 m ü. NN.

## Geschichte
Es konnte bisher kein Datum zur urkundlichen Ersterwähnung ermittelt werden. Der Lützenbachshof gehörte zur Gemeinde Borsch und wurde mit dieser im Jahr 1994 in die Stadt Geisa eingegliedert. Im Gehöft leben zehn Einwohner.